# Himantura alcockii
Himantura alcockii är en rockeart som först beskrevs av Annandale 1909.  Himantura alcockii ingår i släktet Himantura och familjen spjutrockor. Inga underarter finns listade i Catalogue of Life.